# Den röda rullgardinen
Den röda rullgardinen är en oljemålning av den svenska konstnären Sigrid Hjertén från 1916. Målningen ingår i Moderna museets samlingar sedan 1987 då den donerades av konstnärens son Iván Grünewald och dennes döttrar.
”Den röda rullgardinen“ har blivit en av Hjerténs mest omtalade målningar och tolkas ofta som ett självporträtt. Hjertén visade aldrig denna målning på utställningar under sin livstid, kanske var den för privat. 